# Impact Wrestling Sacrifice

Logo de TNA Sacrifice.

Sacrifice est un pay-per-view annuel de catch par Impact Wrestling.

## Événement
| #  | Événement        | Date            | Ville                    | Arène             | Main Event                                                                                      | Temps |
| -- | ---------------- | --------------- | ------------------------ | ----------------- | ----------------------------------------------------------------------------------------------- | ----- |
| 1  | Sacrifice (2005) | 14 août 2005    | Orlando, Floride         | Impact! Zone      | Jeff Jarrett et Rhino bat Raven et Sabu                                                         | 16:23 |
| 2  | Sacrifice (2006) | 14 mai 2006     | Orlando, Floride         | Impact! Zone      | Christian Cage (c) bat Abyss pour le NWA World Heavyweight Championship                         | 26:01 |
| 3  | Sacrifice (2007) | 13 mai 2007     | Orlando, Floride         | Impact! Zone      | Kurt Angle bat Christian Cage (c) et Sting pour le NWA World Heavyweight Championship           | 10:44 |
| 4  | Sacrifice (2008) | 11 mai 2008     | Orlando, Floride         | Impact! Zone      | Samoa Joe (c) bat Kaz et Scott Steiner pour le TNA World Heavyweight Championship               | 14:30 |
| 5  | Sacrifice (2009) | 24 mai 2009     | Orlando, Floride         | Impact! Zone      | Sting bat Jeff Jarrett, Kurt Angle et Mick Foley (c) pour le TNA World Heavyweight Championship | 14:56 |
| 6  | Sacrifice (2010) | 24 mai 2009     | Orlando, Floride         | Impact! Zone      | Rob Van Dam (c) bat AJ Styles pour le TNA World Heavyweight Championship                        | 24:47 |
| 7  | Sacrifice (2011) | 15 mai 2011     | Orlando, Floride         | Impact! Zone      | Sting (c) bat Rob Van Dam pour le TNA World Heavyweight Championship                            | 12:43 |
| 8  | Sacrifice (2012) | 13 mai 2012     | Orlando, Floride         | Impact! Zone      | Bobby Roode (c) bat Rob Van Dam pour le TNA World Heavyweight Championship                      | 15:27 |
| 9  | Sacrifice (2014) | 27 avril 2014   | Orlando, Floride         | Impact! Zone      | Eric Young (c) bat Magnus pour le TNA World Heavyweight Championship                            | 15:50 |
| 10 | Sacrifice (2016) | 26 avril 2016   | Orlando, Floride         | Impact! Zone      | Mike Bennett bat Ethan Carter III dans un No Disqualification Match                             | 11:11 |
| 11 | Sacrifice (2020) | 22 février 2020 | Louisville, Kentucky     | Davis Arena       | Tessa Blanchard bat Ace Austin dans Non-title Champion vs. Champion match                       | 18:32 |
| 12 | Sacrifice (2021) | 13 mars 2021    | Nashville, Tennessee     | Skyway Studios    | Rich Swann bat Moose pour le Impact World Championship et TNA World Heavyweight Championship    | 20:30 |
| 13 | Sacrifice (2022) | 5 mars 2022     | Louisville, Kentucky     | Paristown Hall    | Moose (c) bat Heath pour le Impact World Championship                                           | 12:09 |
| 14 | Sacrifice (2023) | 24 mars 2023    | Windsor, Ontario, Canada | St. Clair College |                                                                                                 |       |

## Historique

### 2005
Sacrifice 2005 qui a eu lieu le 14 août 2005 à TNA Impact! Zone à Orlando, en Floride. Il a été le premier événement dans la chronologie Sacrifice. Neuf combats de lutte professionnelle ont été présentés sur l'événement de la carte.
- Pré-Show Match: Apolo et Sonny Siaki défait Mikey Batts et Jerrelle Clark (4:27)

- Chris Sabin, Sonjay Dutt et Shark Boy défait The Diamonds in the Rough (Simon Diamond, David Young et Elix Skipper) (07:21)
  - Sabin a effectué le tombé Skipper avec un petit paquet.

- Alex Shelley défait Shocker (08:50)
  - Shelley a effectué le tombé Shocker avec ses pieds sur les cordes.

- Abyss (avec James Mitchell) bat Lance Hoyt (09:09)
  - Abyss a effectué le tombé après un Hoyt Hole Slam noir.

- 3Live Kru (Ron Killings et Konnan) défait Kip James et Monty Brown (avec BG James en tant qu'arbitre spécial) (07:45)
  - Konnan a effectué le tombé après un Kip Facejam après BG James intercepté la chaise Kip et l'a attaqué.

- Christopher Daniels bat Austin Aries (09:35)
  - Daniels a effectué le tombé après le Bélier 's Wings Angel.
  - Aries a été choisie dans un sondage internet sur Roderick Strong, Jay Lethal et Matt Sydal.

- Jerry Lynn bat Sean Waltman (15:31)
  - Lynn a effectué le tombé sur Waltman pour gagner la Victoire.

- Team Canada (Petey Williams, Bobby Roode, Eric Young et A-1) (avec Coach D'Amore) battent America's Most Wanted (Chris Harris et James Storm) et The Naturals (Chase Stevens et Andy Douglas) (avec Jimmy Hart) dans une Eight Man Tag Team match (11:11)
- Roode a effectué le tombé Stevens avec un petit paquet.

- Samoa Joe bat AJ Styles pour remporter le Super 2005 X Cup Tournament (15:15)
- Joe et Styles forcé de joindre à la Coquina Clutch de gagner un coup à la TNA X Division Championship.

- Jeff Jarrett et Rhino bat Raven et Sabu (16:23)
- Rhino a effectué le tombé sur Raven après une Gore à travers une table mis en place dans le coin.

### 2006
- Jushin Liger (avec Black Tiger IV, Minoru Tanaka, et Hirooki Goto) ont battu Petey Williams (avec Eric Young, Johnny Devine, et Tyson Dux) dans un match de la World X Cup (7:16)
  - Liger a effectué le tombé Williams après un CTB .

- America's Most Wanted (Chris Harris et James Storm) ont battu AJ Styles et Christopher Daniels pour conserver le NWA World Tag Team Championship (15:30)
  - Harris a effectué le tombé Styles après l'avoir frappé avec une matraque jeté des chevrons par Gail Kim.

- Raven défait A-1 (avec Larry Zbyszko) (05:19)
  - Raven a effectué le tombé sur A-1 après un Raven Effect DDT.

- Bobby Roode (avec Coach D'Amore) def Rhino (12:07)
  - Roode a effectué le tombé après un Rhino Lariat.

- The James Gang (BG James et Kip James) battent Team 3D (Brother Ray et Brother Devon) (09:35)
  - BG a effectué le tombé Devon après l'avoir frappé avec un tuyau de plomb.

- Petey Williams a remporté un World X Cup Gauntlet Match (19:21)
  - Également dans le match: Minoru Tanaka, Puma, Chris Sabin, Hirooki Goto, Incognito, Johnny Devine, Sonjay Dutt, Black Tiger IV, Magno, Eric Young, Alex Shelley, Jushin Liger, Shocker, Tyson Dux, et Jay Lethal.
  - Williams a effectué le tombé après un Canadian Destroyer sur Puma.

Après le match, Kevin Nash entre sur le ring et a fait un Jackknife à Puma.
- Sting et Samoa Joe battent Jeff Jarrett et Scott Steiner (avec Gail Kim) (14:24)
  - Joe fait le tombé sur Jarrett après un Muscle Buster.
  - Après le match, Steiner et Jarrett attaquent Sting jusqu'à ce que The James Gang, Rhino, et Christopher Daniels (entre autres) viennent aider Sting.

- Christian Cage bat Abyss (avec James Mitchell) dans un Full Mayhem Metal match pour conserver le NWA World Heavyweight Championship (26:01)
  - Cage a saisi la ceinture pour gagner le match et récupérer la ceinture de champion physique, qui avaient été volés par Abyss à TNA Lockdown.

### 2008
Sacrifice 2008 eut lieu 11 mai 2008 du plateau de Impact! Zone à Orlando (Floride). 
- Deuces Wild Quart de finale 1 : Team 3D (Brother Ray et Brother Devon) battent Sting et James Storm (8:50)
  - Devon fait le tombé sur Storm après que Sting a balancé Storm du haut de la troisième corde sur une table.
- Deuces Wild Quart de finale 2 : Rhino et Christian Cage battent Booker T et Robert Roode (7:05)
  - Rhino fait le tombé sur Roode après un Gore
- Deuces Wild Quart de finale 3 : LAX (Homicide et Hernandez) (w/Salinas et Hector Guerrero) battent Kip James et Matt Morgan (4:20)
  - Hernandez fait le tombé sur James après que Morgan a accidentellement frappé celui-ci avec un bicycle kick.
- Deuces Wild Quart de finale 4 : A.J. Styles et Super Eric battent B.G. James et Awesome Kong (w/Raisha Saeed) (5:45)
  - Styles fait le tombé sur James grâce à un petit paquet.
- Kaz bat Jimmy Rave, Johnny Devine, Shark Boy, Curry Man, Jay Lethal, Sonjay Dutt, Chris Sabin, Alex Shelley, and Consequences Creed dans un TerrorDome match (10:45)
  - Kaz gagne en grimpant hors de la cage.
  - Kaz devient le 1st contender pour le TNA X Division Championship et prend la place de Kurt Angle dans le TNA World Heavyweight Championship match.
- Deuces Wild Demi-finale 1: Team 3D battent Christian Cage et Rhino (10:00)
  - Ray fait le tombé sur Rhino après qu'il l'a frappé avec un bâton de Kendo à la tête.
- Deuces Wild Demifinal 2 : LAX bat A.J. Styles and Super Eric (7:40)
  - Homicide fait le tombé sur Styles après que Hector Guerrero a renversé un roll-up de AJ Styles en l'honneur de Homicide.
- Gail Kim bat Roxxi Laveaux, Angelina Love, O.D.B., Jacqueline, Rhaka Khan, Christy Hemme, Traci Brooks, Velvet Sky and Salinas dans un TNA Knockout Makeover Battle Royal (10:00)
  - Kim gagne en grimpant en haut de l'échelle pour décrocher le contrat pour un TNA Knockout Championship match.
  - Roxxi Laveaux a eu les cheveux rasés.
- Deuces Wild Finale : LAX defeated Team 3D pour remporter le TNA World Tag Team Championship vacant jusqu'alors. (11:30)
  - Homicide fait le tombé sur Devon après un Frog Splash.
- Samoa Joe bat Scott Steiner et Kaz in a Triple Threat Match pour conserver le TNA World Heavyweight Championship (14:30)
  - Joe fait le tombé sur Steiner après un Muscle Buster
  - Kurt Angle devait normalement participer à ce match mais il fut remplacer par Kaz car il souffrait d'une blessure qu'il avait reçu en Corée.
  - Kaz a donc participé à ce match car Jim Cornette avait annonce que le gagnant du Terror Dome Match prendra la place de Angle.

### 2009
Sacrifice 2009 eut lieu 24 mai 2009 du plateau de Impact! Zone à Orlando (Floride). 
- Pre-Show : The Amazing Red def. Kiyoshi.

- Knockouts Monster's Ball Match : Taylor Wilde def. Daffney (w/Abyss & Dr Stevie).

- TNA X Division Championship Match :Christopher Daniels def. Suicide.
  - Il gagne grâce à une intervention de Shelley et Sabin. Il décide donc de ne pas accepté la victoire et de recommencer le match.

- 5-More Minutes : Temps écoulé.
  - Suicide reste le champion de la X-Division.

- TNA Women's Knockout Championship Match : Angelina Love def. Awesome Kong

- Samoa Joe def. Kevin Nash.

- Team 3D Tag Team Invitational Tournament - Finals Match : Beer Money, Inc. def. The British Invasion.

- TNA Legends Championship - I Quit Match : AJ Styles def. Booker T.

- Four Way Match : Sting def. Mick Foley, Kurt Angle et Jeff Jarrett
- Mick Foley conserve donc son titre et Sting devient le nouveau leader de la Main Event Mafia.

## Statistiques de Sacrifice
- Plus grand nombre de titres remportés à Sacrifice
  - Kazarian (3 fois / Sacrifice : 2009, 2011 et 2012)
  - Sting (1 fois / Sacrifice : 2009 et 2011)
  - Devon (2 fois / Sacrifice : 2007 et 2012)
  - Bobby Roode (2 fois / Sacrifice : 2011 et 2012)
  - James Storm (2 fois / Sacrifice : 2006 et 2011)
  - Kurt Angle (1 fois / Sacrifice : 2007)

- Plus grand nombre de victoires
  - Bobby Roode (6)
  - Samoa Joe (5)
  - Sting (4)
  - Kurt Angle (3)
  - Kazarian (3)
  - Eric Young (4)